# Kino Pokój w Łodzi
Kino Pokój – kino mieszczące się przy zbiegu ulic św. Kazimierza i Niciarnianej w Łodzi. Po zamknięciu kina w 1997 roku budynek przeznaczono na mieszkania.

## Historia
Gmach kina zbudowano w 1929 roku jako dom parafialny. Inicjatorem budowy był ksiądz Romuald Brzeziński (ówczesny proboszcz parafii św. Kazimierza). Wynajmowanie głównej sali na przyjęcia i na projekcje filmowe umożliwiało zbieranie funduszy zasilających budowę pobliskiego kościoła parafialnego.
Do roku 1939 kino działało pod nazwą „Bratnia Strzecha”, a pokazywano w nim przede wszystkim filmy edukacyjne i dydaktyczne. Po II wojnie światowej wznowiło funkcjonowanie jako kino Pokój. Sala kina miała widownię z 203 miejscami (1957). Od roku 1960 podlegało Miejskiemu Zarządowi Kin w Łodzi. Kino było czynne do 1997 roku.
Parafia sprzedała posesję w 2011 roku. Budynek kina po częściowej rozbiórce został wkomponowany w blok mieszkalny. Zachowana została dawna fasada kina.

## Architektura
Modernistyczny budynek założony na planie prostokąta powstał blisko skrzyżowania ulic św. Kazimierza i Niciarnianej, z głównym wejściem od południowej strony (Kazimierza) i wyjściem ewakuacyjnym od wschodu (Niciarniana). Budynek dwukondygnacyjny składający się z członu głównego (z dwuspadowym dachem) i części bocznych, niższych o pół kondygnacji. Dekoracje architektoniczne to boniowane strefy przyziemia i fryzu, gzyms międzypiętrowy i koronujący. Charakterystyczny drobny krój okien.